# Gordan Golik
Gordan Golik (ur. 4 marca 1985 w Varaždinie) – chorwacki piłkarz występujący na pozycji środkowego pomocnika.
Piłkarz jest wychowankiem klubu Varteksu Varaždin. W barwach tej drużyny rozegrał 80 spotkań i strzelił trzy gole w Prva HNL. W 2009 roku przeniósł się do Lecha Poznań, w którym zagrał zaledwie dwa spotkania ligowe w sezonie 2009/2010. 2 sierpnia 2010 roku rozwiązał kontrakt z Kolejorzem.
Po odejściu z Lecha piłkarz miał problemy ze znalezieniem nowego klubu. Udało mu się to dopiero w 2011 roku, kiedy to został zawodnikiem NK Varaždin, a więc swojego macierzystego klubu. Jednak spędził tam tylko jeden sezon. Latem 2012 roku przeszedł do klubu NK Zavrc występującego w Drugiej Lidze.